# Maicel Uibo
Maicel Uibo (* 27. prosince 1992 Põlva) je estonský atlet, specializující se na atletické víceboje.

## Kariéra
Uibo studoval na Univerzitě v Georgii a v rámci studia pak zvítězil v letech 2014 a 2015 na americkém vysokoškolském šampionátu NCAA v desetiboji. První velkou mezinárodní medaili získal na halovém šampionátu v Birminghamu v roce 2018, kde obsadil výkonem 6265 bodů třetí místo. Jeho dosud největším úspěchem je ale stříbrná medaile z MS v atletice v katarském Dauhá, kde v roce 2019 osobním rekordem v hodnotě 8604 bodů obsadil druhou příčku za Němcem Niklasem Kaulem.

## Osobní život
V roce 2017 se Uibo oženil se svou dlouholetou přítelkyní, úspěšnou bahamskou běžkyní na 400 metrů, Shaunae Millerovou (nyní Miller-Uibovou). V únoru 2023 na svém Instagramu pár oznámil, že očekává narození prvního potomka.

## Osobní rekordy
- Sedmiboj - 6265 bodů (Birmingham, 2018)
- Desetiboj - 8604 bodů (Dauhá, 2019)